# 페라라도
페라라도(이탈리아어: Provincia di Ferrara)은 이탈리아 북부 에밀리아로마냐주에 있는 현이다. 면적 2,632 km2, 인구349,774(2005). 도청 소재지는 페라라이고, 26개의 자치단체(이탈리아어: comune)가 있다. 포강의 하류지역이며, 아드리아해에 면하고, 북쪽은 베네토주에 접한다.